# Kotulin (Toszek)
Kotulin (deutsch: Groß Kottulin, 1936–1945 Rodenau O.S.) ist ein Ort in der Stadt- und Landgemeinde Toszek (Tost) im Powiat Gliwicki der Woiwodschaft Schlesien in Polen.

## Geografie
Kotulin liegt acht Kilometer westlich von Toszek, 27 Kilometer nordwestlich von Gliwice (Gleiwitz) und 48 Kilometer nordwestlich von Katowice.
Nachbarorte von Kotulin sind im Westen Balzarowitz (Balcarzowice), im Norden Błotnica Strzelecka (Blottnitz), im Nordosten Płużnica Wielka (Groß Pluschnitz), im Südosten Ligota Toszecka (Ellguth-Tost) und im Süden Proboszczowice (Proboschowitz).
Ortsteile sind:
- Bliziec
- Kotulin Mały
- Nakło
- Skały
- Szklarnia

## Geschichte

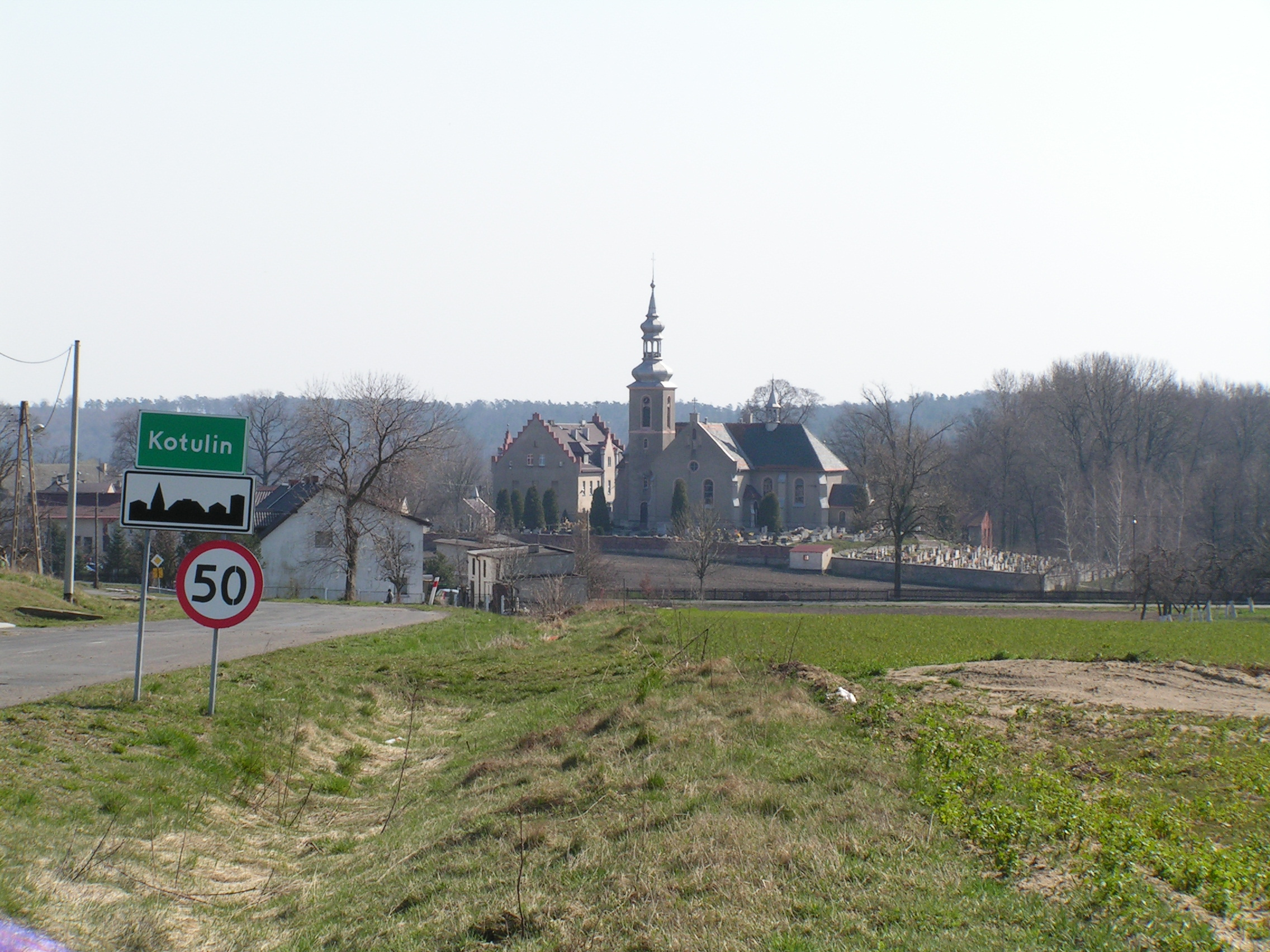
Blick auf den Ort und die Kirche

Bei der Volksabstimmung in Oberschlesien am 20. März 1921 stimmten 156 Wahlberechtigte für einen Verbleib bei Deutschland und 241 für Polen. Groß Kottulin verblieb beim Deutschen Reich. 1933 lebten im Ort 1069 Einwohner. Am 12. Februar 1936 wurde Kotulin in Rodenau O.S. umbenannt. Am 1. April 1938 wurde Rodlingen (früher Klein-Kottulin) nach Rodenau eingegliedert. 1939 hatte der Ort 1458 Einwohner. Bis 1945 befand sich der Ort im Landkreis Tost-Gleiwitz.
Als Folge des Zweiten Weltkriegs fiel Groß Kotulin 1945 mit dem größten Teil Schlesiens an Polen. Nachfolgend wurde es in Kotulin umbenannt und der Woiwodschaft Schlesien angeschlossen. Die deutsche Bevölkerung wurde, soweit sie nicht vorher geflohen war, weitgehend vertrieben  Die neu angesiedelten Bewohner waren teilweise Zwangsumgesiedelte aus Ostpolen, das an die Sowjetunion gefallen war. 1950 wurde es der Woiwodschaft Katowice eingegliedert.
Am 12. September 1978 wurde in Kotulin der Eisenbahn-Haltepunkt eröffnet. Seit 1999 gehört es zum Powiat Gliwicki.

## Sehenswürdigkeiten
- Kirche aus dem 19. Jahrhundert
- Neugotisches Schloss aus dem Jahr 1873

## Söhne und Töchter des Ortes
- Adolf Brudes (1899–1986), Motorrad- und Autorennfahrer.